# 사랑방 손님과 장미화
《사랑방 손님과 장미화》는 대한민국의 방송국 기독교방송의 라디오 채널 CBS 표준FM에서 매주 월요일 ~ 토요일 오후 4시 5분부터 저녁 6시까지 방송되는 스타 인터뷰 전문 라디오 프로그램이다. 2009년 10월 17일 자로 1년만에 폐지되었다.

## 제작진
- 연출 : 김우호

- 구성 : 이재은, 장미화

- 진행 : 장미화

| CBS 표준FM              |                         |                          |
| 이전                    | 사랑방 손님과 장미화    | 다음                     |
| 뉴스야 놀자             | 사랑방 손님과 장미화    | 시사자키                 |
| 오후 2시 5분 ~ 오후 4시 | 오후 4시 5분 ~ 저녁 6시 | 저녁 6시 ~ 저녁 6시 30분 |
| 정시 CBS 노컷뉴스       | 정시 CBS 노컷뉴스       |                          |

| 부산CBS 표준FM          |                         |                                                                  |
| 이전                    | 사랑방 손님과 장미화    | 다음                                                             |
| 뉴스야 놀자             | 사랑방 손님과 장미화    | 라디오 매거진 오늘, 부산                                         |
| 오후 2시 5분 ~ 오후 4시 | 오후 4시 5분 ~ 저녁 5시 | 저녁 5시 5분 ~ 저녁 6시 (월~토요일) 저녁 5시 ~ 저녁 6시 (일요일) |
| 정시 CBS 노컷뉴스       | 정시 CBS 노컷뉴스       |                                                                  |

| 대구CBS 표준FM          |                         |                                     |
| 이전                    | 사랑방 손님과 장미화    | 다음                                |
| 뉴스야 놀자             | 사랑방 손님과 장미화    | 라디오 세상읽기                     |
| 오후 2시 5분 ~ 오후 4시 | 오후 4시 5분 ~ 저녁 5시 | 저녁 5시 5분 ~ 저녁 6시 (월~토요일) |
| 정시 CBS 노컷뉴스       | 정시 CBS 노컷뉴스       | 정시 CBS 노컷뉴스                   |

| 광주CBS 표준FM          |                         |                         |
| 이전                    | 사랑방 손님과 장미화    | 다음                    |
| 뉴스야 놀자             | 사랑방 손님과 장미화    | CBS 매거진              |
| 오후 2시 5분 ~ 오후 4시 | 오후 4시 5분 ~ 저녁 5시 | 저녁 5시 5분 ~ 저녁 6시 |
| 정시 CBS 노컷뉴스       | 정시 CBS 노컷뉴스       | 정시 CBS 노컷뉴스       |